# Iglesia de San Juan Bautista (Casas-Ibáñez)
La iglesia de San Juan Bautista es un templo parroquial católico de la localidad castellano-manchega de Casas-Ibáñez, Albacete (España), dedicado a San Juan Bautista. El templo, de estilo barroco, data de finales del siglo xvii y principios del xviii. Cuenta con planta de cruz latina, crucero con cúpula, capillas laterales y cabecera plana. Destaca la capilla de los Ochando, de estilo rococó, decorada con estucos y una linterna. Su construcción fue obra de Sebastián Pérez de Ris y Juan Ruiz de Ris.
Las obras artísticas principales son un cristo de marfil de finales del siglo xvii y cuatro lienzos que representan a los cuatro evangelistas, del siglo xix.